# Плотникова, Александра Петровна (партизанка)
Александра Петровна Плотникова (1918—1944) — советский фельдшер, участник Великой Отечественной войны, партизанка.

## Биография
Родилась и выросла в селе Маршанка (будущего Каргатского района Новосибирской области). С отличием окончила фельдшерско-акушерскую школу в Новосибирске, после чего была направлена в село Кочки в качестве фельдшера — специалиста по трахоме.
В Кочках помимо фельдшерской помощи занималась общественной работой, была секретарем комсомольской организации районного отдела здравоохранения и членом бюро райисполкома. Там же вступила в партию.
23 июня 1941 года ушла добровольцем на фронт. В мае 1942 года после катастрофы Крымского фронта вместе со своей частью попала в окружение на Керченском полуострове, из которого ей удалось выбраться. Она добралась до села Мариенталь (ныне Горностаевка), в тот момент находившегося в оккупации. Назвавшись беженкой из Керчи, Александра устроилась врачом в местную больницу.
Со временем Александра стала одним из руководителей местного подполья, включавшего полтора десятка человек. Пользуясь положением врача, спасала соотечественников от отправки на работы в Германию.
Осенью 1943 года особая группа полевой полиции приступила к активным поискам подпольщиков, в результате которых Александру арестовали. Ей удалось бежать, но через два месяца она снова была арестована.
Расстреляна в январе 1944 года.
Похоронена в Крыму на военном кладбище в черте села Прудниково в одиночной могиле рядом с монументом братской могилы, где похоронено 150 советских воинов и участников Марфовско-Мариентальской подпольной организации «Молодая гвардия».
В 1980 году в память Плотниковой была переименована ул. Набережная села Кочки, также ей и другим членам местного подполья поставлен памятник в Горностаевке.